# FA Women’s Premier League
FA Women’s Premier League – rozgrywki piłkarskie, przeznaczone dla kobiecych klubów angielskich, założona w 1991 roku. W hierarchii do sezonu 2009/2010 roku była najwyższą klasą rozgrywkową w Anglii. Obecnie jej miejsce zajęła FA WSL, do której z Premier League nie można awansować. Od sezonu 2013/2014 jest to trzeci oraz czwarty poziom rozgrywkowy. Liga podzielona jest na dwie grupy: północną oraz południową (trzeci poziom) oraz cztery grupy Division 1 (czwarty poziom).
W sezonie 2014/2015 w sześciu ligach podporządkowanym rozgrywkom uczestniczyło w niej 72 zespoły (po 12 drużyn w każdej lidze).
Pierwotnie rozgrywki podzielone były na trzy grupy. Najważniejsza była jest FA Women’s Premier League National Division. Zaplecze owej ligi stanowiły zaś Northern Championship i Southern Championship.

## Zwycięzcy rozgrywek
| Sezon     | Premiership       | FA Cup            | League Cup        | Community Shield  |
| --------- | ----------------- | ----------------- | ----------------- | ----------------- |
| 1991/1992 | Doncaster Belles  | Doncaster Belles  | Arsenal           |                   |
| 1992/1993 | Arsenal           | Arsenal           | Arsenal           |                   |
| 1993/1994 | Doncaster Rovers  | Doncaster Rovers  | Arsenal           |                   |
| 1994/1995 | Arsenal           | Arsenal           | Wimbledon         |                   |
| 1995/1996 | Charlton Athletic | Charlton Athletic | Wembley           |                   |
| 1996/1997 | Arsenal           | Millwall          | Millwall          |                   |
| 1997/1998 | Everton           | Arsenal           | Arsenal           |                   |
| 1998/1999 | Charlton Athletic | Arsenal           | Arsenal           |                   |
| 1999/2000 | Charlton Athletic | Charlton Athletic | Arsenal           | Arsenal           |
| 2000/2001 | Arsenal           | Arsenal           | Arsenal           | Arsenal           |
| 2001/2002 | Arsenal           | Fulham            | Fulham            | Fulham            |
| 2002/2003 | Fulham            | Fulham            | Fulham            | Fulham            |
| 2003/2004 | Arsenal           | Arsenal           | Charlton Athletic | Charlton Athletic |
| 2004/2005 | Arsenal           | Charlton Athletic | Arsenal           | Arsenal           |
| 2005/2006 | Arsenal           | Arsenal           | Charlton Athletic | Arsenal           |
| 2006/2007 | Arsenal           | Arsenal           | Arsenal           | Arsenal           |
| 2007/2008 | Arsenal           | Arsenal           | Everton           |                   |
| 2008/2009 | Arsenal           | Arsenal           | Arsenal           | Arsenal           |
| 2009/2010 | Arsenal           | Everton           | Leeds Carnegie    | nie rozegrano     |

### Zwycięzcy regionalnych rozgrywek
| Sezon     | Northern Championship | Southern Championship  |
| --------- | --------------------- | ---------------------- |
| 1998/1999 | Aston Villa           | Reading                |
| 1999/2000 | Sunderland            | Barry Town             |
| 2000/2001 | Leeds United          | Brighton & Hove Albion |
| 2001/2002 | Birmingham City       | Fulham                 |
| 2002/2003 | Aston Villa           | Bristol Rovers         |
| 2003/2004 | Liverpool             | Bristol City           |
| 2004/2005 | Sunderland            | Chelsea                |
| 2005/2006 | Blackburn Rovers      | Cardiff City           |

## Sponsorzy
- AXA (przed 2004)
- Nationwide Building Society (od 2004)